# Святкова вулиця (Київ)
Святко́ва ву́лиця — вулиця в Солом'янському районі міста Києва, селище Жуляни. Пролягає від вулиці Ганни Арендт до тупика.

## Історія
Виникла в середині 2000-х років як одна з вулиць садового товариства. Сучасна назва — з 2015 року.